# ام‌وی ابگویت (۱۹۸۲)
ام‌وی ابگویت (۱۹۸۲) (به انگلیسی: MV Abegweit (1982)) یک کشتی بود که طول آن ۴۰۱ فوت (۱۲۲ متر) بود. این کشتی در سال ۱۹۸۱ ساخته شد.